# Hydronebrius cordaticollis
Hydronebrius cordaticollis är en skalbaggsart som först beskrevs av Edmund Reitter 1896.  Hydronebrius cordaticollis ingår i släktet Hydronebrius och familjen dykare. Inga underarter finns listade i Catalogue of Life.